# Dirac
Dirac（ディラック）はビデオコーデックの一種。

## 概要
BBC研究所によって開発されたオープンソースで自由な汎用ビデオコーデック。
イギリスの理論物理学者であるポール・ディラックにちなんで名付けられた。Diracはビデオ形式および圧縮方法（アルゴリズム）を指し、その実装とは区別される。Diracの仕様は2008年1月21日に確定され、現在はそのC言語による高速な実装であるSchrödinger（シュレーディンガー）の開発が進んでいる。